# السه-مارته سورلی لیبک
السه-مارته سورلی لیبک (انگلیسی: Else-Marthe Sørlie Lybekk؛ زادهٔ ۱۱ سپتامبر ۱۹۷۸) بازیکن هندبال اهل نروژ بود.